# Transactivación
La transactivación es un incremento en la tasa de expresión génica debida a determinados procesos biológicos o bien de un modo artificial.

## Transactivación natural
La transactivación puede iniciarse por medio de proteínas celulares endógenas o virales, denominadas transactivadores. Estas proteínas actúan en trans (por ejemplo, a nivel intermolecular). El VIH y el HTLV son solo dos de los muchos virus que codifican transactivadores que potencian su propia expresión génica. Estos transactivadores también pueden verse asociados a procesos cancerígenos si producen el incremento de la expresión de proto-oncogenes celulares. Por ejemplo, el virus HTLV se ha encontrado asociado con determinadas leucemias a través de este proceso. Su transactivador, denominado tax, puede interaccionar con la proteína p40, causando así la sobreexpresión de IL-2, IL-R, GM-CSF y el factor de transcripción c-Fos. HTLV infecta células T y por ello se ven incrementados los niveles de estas citoquinas y factores de transcripción que producen finalmente una proliferación descontrolada de células T y el consecuente linfoma.

## Transactivación artificial
También puede llevarse a cabo transactivación de un gen de un modo artificial. Esto puede realizarse mediante la inserción, en un área apropiada del genoma, de un gen transactivador y una región promotora especial. El gen transactivador expresa un factor de transcripción que se une específicamente a un determinado promotor del ADN y mediante dicha unión, el factor de transcripción inducirá la expresión del gen diana. La expresión de un gen transactivador puede activar múltiples genes, tantos como promotores que reconozca de forma específica. Puesto que la expresión del gen transactivador puede ser controlada, la transactivación suele utilizarse como un interruptor de genes. Además, si el promotor específico que reconoce el transactivador también es asociado a un gen reportero, podremos detectar cuándo se está expresando el transactivador.